# ロスト・イン・マンハッタン 人生をもう一度
『ロスト・イン・マンハッタン 人生をもう一度』（原題:Time Out of Mind）は2014年に公開されたアメリカ合衆国のドラマ映画である。監督はオーレン・ムーヴァーマン、主演はリチャード・ギアが務めた。本作は日本国内で劇場公開されなかったが、2015年11月4日にDVDが発売された。

## 概略
大都会ニューヨーク。ジョージはアパートを追い出される羽目になった。その事実を認めたくないジョージは「財布を盗まれたせいでこうなった」などと強がってみたものの、結局はホームレス状態に陥ってしまった。ジョージは思いつく限りの手段を駆使して金を集めたが、日々の生活費・酒代以上を稼ぐことはできなかった。やがて、冬の寒さが厳しくなってきたため、ジョージは市が運営するホームレス用のシェルターに向かった。そこで、彼はディクソンに出会った。ディクソンは精神的に不安定な状態にあったが、ジョージには親身になって接してくれた。
福祉課の職員と面談した後、ジョージは長らく疎遠だった娘のマギーに助けを求めることにした。しかし、マギーは父親に対する遺恨をすんなりと捨てることができなかった。

## キャスト
- リチャード・ギア - ジョージ
- ベン・ヴェリーン - ディクソン
- ジェナ・マローン - マギー
- キーラ・セジウィック - カレン・シェイラ
- スティーヴ・ブシェミ - アート
- ジェレミー・ストロング - ジャック
- ダニエル・ブルックス - 受付
- トム・ビショップス - アミール
- ユル・ヴァスケス - ラオウル
- ブライアン・ダーシー・ジェームズ - マーク
- ジェラルディン・ヒューズ - メール
- リサ・ダッツ - ローラ
- トニー・パタノ - ミス・ジャクソン
- コールマン・ドミンゴ - ミスター・オイェロ

## 製作
2014年1月29日、オーレン・ムーヴァーマン監督の新作映画にリチャード・ギアが出演することになったと報じられた。6月10日、ジェレミー・ストロングがキャスト入りしたとの報道があった。

## 公開・マーケティング
2014年9月7日、本作は第39回トロント国際映画祭でプレミア上映された。10月20日、IFCフィルムズが本作の全米配給権を獲得したと報じられた。2015年6月16日、本作のオフィシャル・トレイラーが公開された。

## 評価
本作は批評家から好意的に評価されている。映画批評集積サイトのRotten Tomatoesには87件のレビューがあり、批評家支持率は79%、平均点は10点満点で6.9点となっている。サイト側による批評家の見解の要約は「『ロスト・イン・マンハッタン 人生をもう一度』の鑑賞には忍耐が求められるが、そこには高尚な製作意図とリチャード・ギアの熱演があることは否定しがたい。」となっている。また、Metacriticには25件のレビューがあり、加重平均値は75/100となっている。